# Хохбрукер, Якоб
Я́коб Хо́хбрукер (нем. Jacob Hochbrucker; около 1673, Миндельхайм — 28 мая 1763, Донаувёрт) — немецкий мастер, изготовитель музыкальных инструментов. Сын известного скрипичного мастера Георга Хохбрукера, жившего в Аугсбурге.
С 1699 года жил и работал в Донаувёрте. Часто называется изобретателем педального механизма игры на арфе, однако известны экземпляры педальных арф, выполненных другими мастерами раньше Хохбрукера.  
«Педальная арфа», как назвал ее Я. Хохбруккер, была в высоту около 140 см, имела пять, а позже семь педалей, что позволяло изменять хроматическую высоту струн в нескольких тональностях. Инструмент был настроен в ми-бемоль мажор, имел 34 струны и диапазон составлял почти пять октав (G1-es3). Благодаря внедрению педалей руки арфиста теперь были полностью свободны для игры на арфе, а перестройка струн стала функцией ног. Изобретение открыло арфистам возможность для виртуозного сольного и оркестрового исполнительства.

Чтобы хорошо играть на первой педальной арфе, требовалось настоящее искусство, которым отличалось третье поколение Хохбруккеров – сыновья изобретателя, успешно концертировавшие арфисты Симон (1699–ок.1772), Иоганн Кристоф (1715–после 1765), Иоганн Баптист (1732–1812) и внук изобретателя, называвшийся племянником Иоганна Баптиста . Именно их концертная и преподавательская деятельность  в разных странах Европы, в том числе в европейской части России сделала педальную арфу известной музицирующей публике. 

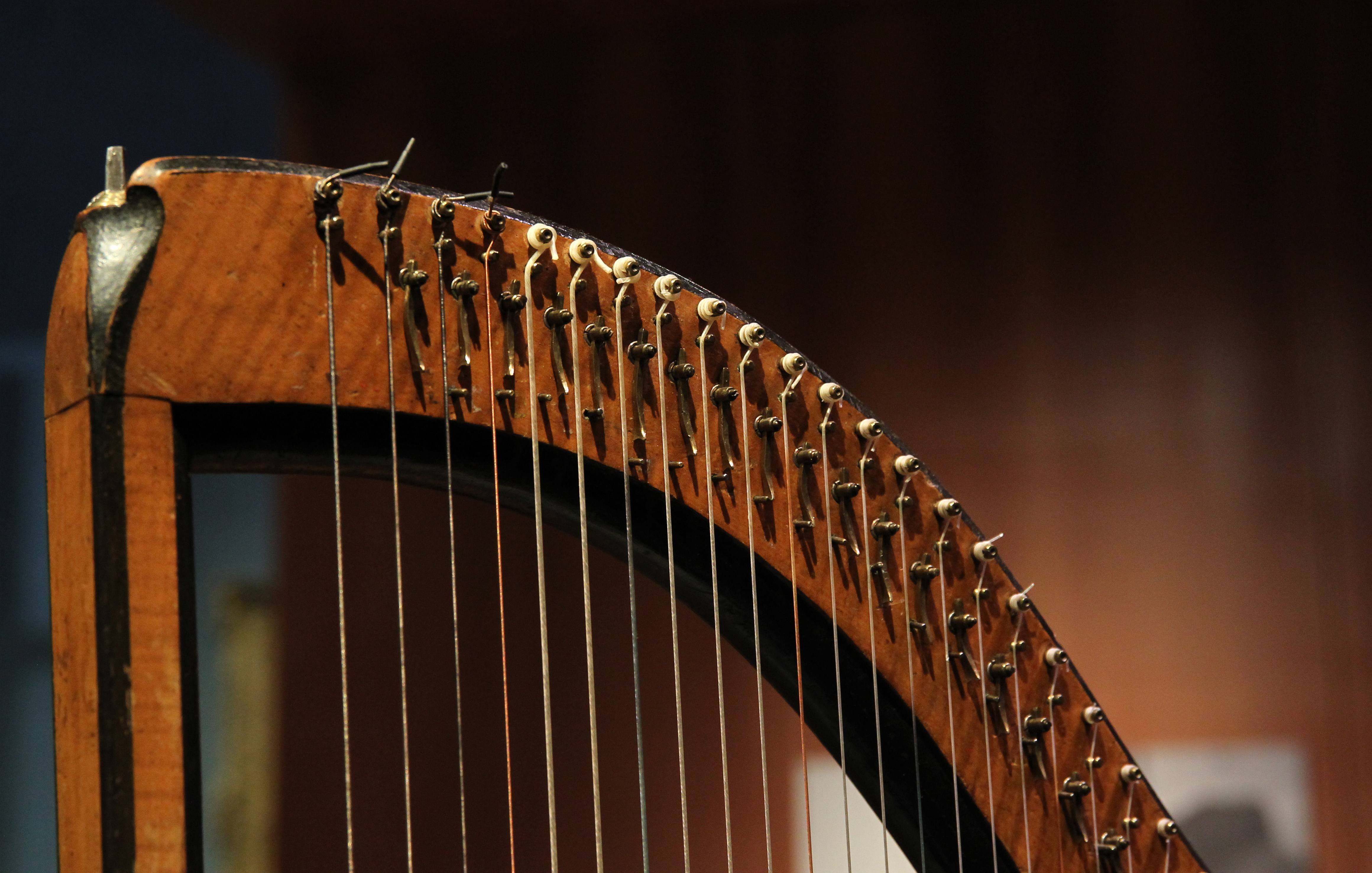
Арфа Хохбруккера

В 1810 году в Париже Себастьян Эрар усовершенствовал механизм Хохбрукера и запатентовал современную арфу с двойной педалью, благодаря которой этот инструмент занял своё современное место как в оркестре, так и в качестве солирующего инструмента.